# Nioniokodogo-Mossi
Ne doit pas être confondu avec Nioniokodogo-Peulh.
Nioniokodogo-Mossi est une commune rurale située dans le département de Zitenga de la province de l'Oubritenga dans la région Plateau-Central au Burkina Faso.

## Santé et éducation
Le centre de soins le plus proche de Nioniokodogo-Mossi est le centre de santé et de promotion sociale (CSPS) de Nioniokodogo-Peulh. Le centre médical avec antenne chirurgicale (CMA) de la province se trouve à Ziniaré.